# Рівердейл (Манітоба)
Рівердейл (англ. Riverdale) — муніципалітет в Канаді, у провінції Манітоба.

## Населення
За даними перепису 2016 року, муніципалітет нараховував 2133 особи, показавши зростання на 5,6%, порівняно з 2011-м роком. Середня густина населення становила 3,7 осіб/км².
З офіційних мов обидвома одночасно володіли 80 жителів, тільки англійською — 2 010, а 10 — жодною з них. Усього 185 осіб вважали рідною мовою не одну з офіційних, з них 5 — одну з корінних мов, а 10 — українську.
Працездатне населення становило 67,8% усього населення, рівень безробіття — 7,4% (5,5% серед чоловіків та 8,4% серед жінок). 85,3% осіб були найманими працівниками, а 12,4% — самозайнятими.
Середній дохід на особу становив $41 874 (медіана $33 920), при цьому для чоловіків — $49 282, а для жінок $34 745 (медіани — $42 795 та $26 304 відповідно).
28,8% мешканців мали закінчену шкільну освіту, не мали закінченої шкільної освіти — 25,9%, 45,9% мали післяшкільну освіту, з яких 29,3% мали диплом бакалавра, або вищий.
| Статево-вікова структура населення | Статево-вікова структура населення | Статево-вікова структура населення | Статево-вікова структура населення | Статево-вікова структура населення |
| ---------------------------------- | ---------------------------------- | ---------------------------------- | ---------------------------------- | ---------------------------------- |
|                                    |                                    |                                    |                                    |                                    |
| Всього                             | Всього                             | 50,4%49,6%                         |                                    |                                    |
| 0 — 14 років                       | 0 — 14 років                       |                                    | 21,1%                              | 21,1%                              |
| 15 — 64 років                      | 15 — 64 років                      |                                    | 61,5%                              | 61,5%                              |
| 65 і більше                        | 65 і більше                        |                                    | 17,4%                              | 17,4%                              |
| 85 і більше                        | 85 і більше                        |                                    | 3,3%                               | 3,3%                               |
| Середній вік (років)               | Середній вік (років)               | 39,440,5                           | 39,9                               | 39,9                               |
| Медіана (років)                    | Медіана (років)                    | 38,840,5                           | 39,6                               | 39,6                               |
| — чоловіки — жінки                 |                                    |                                    |                                    |                                    |

| Походження мешканців:     | Походження мешканців:     | Походження мешканців: | Походження мешканців: | Походження мешканців: |
| ------------------------- | ------------------------- | --------------------- | --------------------- | --------------------- |
| Походження                |                           |                       | осіб                  | %                     |
| Корінні американці        | Корінні американці        |                       | 295                   | 14.53%                |
| Інше північноамериканське | Інше північноамериканське |                       | 575                   | 28.33%                |
| Європейське               | Європейське               |                       | 1 585                 | 78.08%                |
| британське                | британське                |                       | 1 155                 | 56.9%                 |
| французьке                | французьке                |                       | 220                   | 10.84%                |
| українське                | українське                |                       | 240                   | 11.82%                |
| Латинськоамериканське     | Латинськоамериканське     |                       | 45                    | 2.22%                 |
| Африканське               | Африканське               |                       | 15                    | 0.74%                 |
| Азійське                  | Азійське                  |                       | 35                    | 1.72%                 |

| Зайнятість населення за галузями (за класифікацією NOC): | Зайнятість населення за галузями (за класифікацією NOC): | Зайнятість населення за галузями (за класифікацією NOC): | Зайнятість населення за галузями (за класифікацією NOC): | Зайнятість населення за галузями (за класифікацією NOC): |
| -------------------------------------------------------- | -------------------------------------------------------- | -------------------------------------------------------- | -------------------------------------------------------- | -------------------------------------------------------- |
|                                                          |                                                          |                                                          |                                                          |                                                          |
| Управління                                               | Управління                                               |                                                          | 14,2%                                                    | 14,2%                                                    |
| Бізнес, фінанси та адміністрування                       | Бізнес, фінанси та адміністрування                       |                                                          | 13,7%                                                    | 13,7%                                                    |
| Природничі та прикладні науки                            | Природничі та прикладні науки                            |                                                          | 5,2%                                                     | 5,2%                                                     |
| Охорона здоров'я                                         | Охорона здоров'я                                         |                                                          | 9,9%                                                     | 9,9%                                                     |
| Освіта, правозахист, муніципальні та урядові служби      | Освіта, правозахист, муніципальні та урядові служби      |                                                          | 7,5%                                                     | 7,5%                                                     |
| Мистецтво, культура, відпочинок та спорт                 | Мистецтво, культура, відпочинок та спорт                 |                                                          | 1,4%                                                     | 1,4%                                                     |
| Роздрібна торгівля та послуги                            | Роздрібна торгівля та послуги                            |                                                          | 20,3%                                                    | 20,3%                                                    |
| Гуртова торгівля, транспорт та обладнання                | Гуртова торгівля, транспорт та обладнання                |                                                          | 16%                                                      | 16%                                                      |
| Природні ресурси, сільське господарство                  | Природні ресурси, сільське господарство                  |                                                          | 8%                                                       | 8%                                                       |
| Виробництво                                              | Виробництво                                              |                                                          | 3,8%                                                     | 3,8%                                                     |

## Клімат
Середня річна температура становить 2,2°C, середня максимальна – 23,9°C, а середня мінімальна – -25°C. Середня річна кількість опадів – 466 мм.
| Клімат поселення                              | Клімат поселення | Клімат поселення | Клімат поселення | Клімат поселення | Клімат поселення | Клімат поселення | Клімат поселення | Клімат поселення | Клімат поселення | Клімат поселення | Клімат поселення | Клімат поселення | Клімат поселення |
| Показник                                      | Січ.             | Лют.             | Бер.             | Квіт.            | Трав.            | Черв.            | Лип.             | Серп.            | Вер.             | Жовт.            | Лист.            | Груд.            |                  |
| Середній максимум, °C                         | −11,48           | −6,97            | −0,44            | 9,75             | 17,76            | 23,04            | 23,88            | 23,02            | 17,37            | 10,28            | 0,00             | −9,4             |                  |
| Середня температура, °C                       | −18,22           | −13,7            | −7,16            | 3,02             | 11,03            | 16,30            | 18,82            | 17,95            | 12,30            | 5,21             | −5,07            | −14,47           |                  |
| Середній мінімум, °C                          | −24,96           | −20,44           | −13,9            | −3,71            | 4,30             | 9,58             | 13,73            | 12,88            | 7,22             | 0,12             | −10,14           | −19,56           |                  |
| Норма опадів, мм                              | 21               | 14               | 21               | 26               | 58               | 78               | 74               | 63               | 42               | 30               | 18               | 21               |                  |
| Середньомісячна швидкість вітру, м/с          | 4.00             | 4.00             | 4.14             | 4.40             | 4.51             | 4.00             | 3.50             | 3.60             | 4.00             | 4.20             | 4.10             | 4.00             |                  |
| Середньомісячна сонячна радіація, кДж/м²·день | 4069             | 7492             | 12786            | 17121            | 20279            | 21405            | 22117            | 18783            | 13128            | 7911             | 4237             | 3190             |                  |
| --------------------------------------------- | ---------------- | ---------------- | ---------------- | ---------------- | ---------------- | ---------------- | ---------------- | ---------------- | ---------------- | ---------------- | ---------------- | ---------------- | ---------------- |
| Джерело:                                      |                  |                  |                  |                  |                  |                  |                  |                  |                  |                  |                  |                  |                  |